# Столпер, Вольфганг
Вольфганг Фридрих Столпер (нем. Wolfgang Frederich Stolper; 13 мая 1912, Вена — 31 марта 2002, Анн-Арбор, Мичиган) — американский экономист австрийского происхождения. Один из авторов теоремы Столпера — Самуэльсона.

## Биография
Вольфганг родился 13 мая 1912 года в Вене, его отец Густав Столпер был известным политиком, после Первой мировой войны они с семьёй перебрались в Бонн. После прихода к власти Адольфа Гитлера в 1933 году им пришлось эмигрировать в США.
Учился в Гарвардском университете у Йозефа Шумпетера и получил докторскую степень в 1938 году. Преподавал в Гарварде, колледже Суортмор и в Мичиганском университете в 1949—1983 годах.
В 1986 году был один из создателей Международного общества Йозефа Шумпетера.
После того, как у него умерла первая жена, в 1972 году, он женился во второй раз на Марго Кауфман. Вольфганг умер 31 марта 2002 года, оставив двух сыновей: Мэттью и Томас.

## Основной вклад в науку
Стал одним из авторов теоремы Столпера — Самуэльсона, опубликовав статью в 1941 году.

## Награды
- 1947 — стипендия Гуггенхайма[4]
- 1984 — награждён медалью Б. Хармса
- 1986—2002 — почётный президент Международного общества Йозефа Шумпетера.

## Сочинения

### Книги
- Stolper W. F. British monetary policy and the housing boom. Cambridge: Harvard University Press, 1941
- Stolper W. F. Strukturwandlungen der amerikanischen Wirtschaft seit dem Kriege. Essen. Archiv-Verl. Hoppenstedt Merten, 1956
- Stolper W. F., Roskamp K. W. The Structure of the East German economy. — Cambridge: Harvard University Press, 1960
- Stolper W. F. Joseph Alois Schumpeter: the public life of a private man. — Princeton, NJ: Princeton University Press, 1994.

### Статьи
- Столпер У., Самуэльсон П. Протекционизм и реальная заработная плата // Protection and Real Wages (1941). — М.: ТЕИС, 2006. — С. 188—204. — ISBN 5-7598-0439-1.